# Ceratophorus fusus
Ceratophorus fusus is een soort in de taxonomische indeling van de Myzozoa, een stam van microscopische parasitaire dieren. Het organisme komt uit het geslacht Ceratophorus en behoort tot de familie [[]]. Ceratophorus fusus werd ontdekt door F.Gomez, D.Moreira & P.Lopez-Garcia.